# Huacareta
Huacareta, también San Pablo de Huacareta, es una localidad y municipio del sudeste de Bolivia, ubicado en la provincia de Hernando Siles del departamento de Chuquisaca. El municipio tiene una superficie de 2.973,5 km² y cuenta con una población de 8.349 habitantes (según el Censo INE 2012). Comprende una gran parte de la región subandina con influencia de la formación chaqueña, caracterizada por una serie de serranías paralelas orientadas de norte a sur y separadas por valles. La localidad de Huacareta está situada a 394 km de la ciudad de Sucre y a 85 km de la capital provincial, Monteagudo.  
Tiene un clima templado, con una temperatura media anual de 22 °C y una precipitación de 760 mm.
Entre los ríos más importantes que atraviesan el municipio están el río Parapetí y el río Pilcomayo.

## Historia
El municipio de Huacareta fue creado mediante la ley de 24 de diciembre de 1957, durante la presidencia de Hernán Siles Zuazo, como la Segunda Sección Municipal de la provincia de Hernando Siles, en base de los cantones de Rosario del Ingre y Añimbo.

## Ubicación
Huacareta se encuentra en la parte sur de la Provincia de Hernando Siles, al este del Departamento de Chuquisaca. Al norte limita con el municipio de Monteagudo, al este con la provincia de Luis Calvo, al sur con el departamento de Tarija y al oeste con la provincia de Sud Cinti.

## Demografía
De acuerdo con el censo boliviano de 2024, la población del municipio de Huacareta es de 7 201 habitantes.
La población del municipio disminuyó alrededor de un tercio entre 1992 y 2024:
| Año  | Habitantes (municipio) | Habitantes (localidad) | Fuente | Ref.  |
| ---- | ---------------------- | ---------------------- | ------ | ----- |
| 1950 | Sin cambios            | 237                    | Censo  | [ 4 ] |
| 1976 | Sin cambios            | 1 084                  | Censo  | [ 5 ] |
| 1992 | 10 015                 | 1 245                  | Censo  | [ 6 ] |
| 2001 | 10 007                 | 1 336                  | Censo  | [ 7 ] |
| 2012 | 8 349                  | 1 524                  | Censo  | [ 8 ] |
| 2022 | 7 201                  |                        | Censo  | [ 3 ] |

## Economía
En Huacareta los principales productos agrícolas son el maíz, ají, maní, frijol, papa, yuca, sandía y arroz, siendo el maíz el de mayor rendimiento. Otro rubro de importante en el municipio es el frutícola donde se presentan cultivos de cítricos como naranja, mandarina, pomelo y limón.
La actividad pecuaria está principalmente caracterizada por la cría de ganado bovino y porcino, siendo un municipio eminentemente ganadero. La producción agropecuaria se comercializa en los mercados de Monteagudo, Santa Cruz de la Sierra y Sucre.
En 2019 se firmó la un acuerdo de inversión de 220 millones de dólares entre las empresas petroleras de Yacimientos Petrolíferos Fiscales Bolivianos y Shell Bolivia para explorar en el campo Yapucaiti X1 del municipio de Huacareta.

## Transporte
Huacareta se ubica a 395 kilómetros por carretera al sureste de Sucre, la capital de Bolivia
Desde Sucre, la ruta troncal Ruta 6, que se encuentra sin pavimentar en largos tramos, conduce en dirección sureste a través de las localidades de Tarabuco, Zudáñez, Tomina y Padilla hasta Monteagudo. Viniendo de Padilla, un camino de tierra conduce al sur seis kilómetros antes de Monteagudo, cruza el río Bañado y luego de 85 kilómetros llega a Huacareta.